# 狼谷溜池
狼谷溜池（おおかみだにためいけ）（別名大山池）は、鳥取県倉吉市関金町のため池である。
農林水産省のため池百選に選定されている。

鳥取県より因伯の名水（ふれあいの水辺）として整備されている。

## 概要
周囲1.4mの湖面には大山が湖面に映え、蒜山の山並みが見える。
中国自然歩道のコースでもあり、ボートや釣りなど近隣住民の憩いの場となっている。
春はサクラやツツジ、夏は避暑地、秋は紅葉と、落水時のコイやフナの掴み取り、冬には渡り鳥の越冬地として重要なため池である。